# New Europe (pismo)
New Europe (pismo) – pismo ukazujące się w USA od grudnia 1940 do lata 1945 roku, tworzone przez emigrantów polskich, czechosłowackich i austriackich. Poświęcone było idei federalistycznej w Europie Środkowej. Czasopismo to, którego pierwszy numer wydano w Nowym Jorku w 1940 roku, od początku otrzymało wsparcie Polskiego Ośrodka Informacyjnego (Polish Information Center) będącego placówką rządu emigracyjnego w Nowym Jorku. W czasopiśmie skupiono się na przedstawieniu bieżącej sytuacji politycznej w okupowanej Europie, skutków okupacji niemieckiej, a pod koniec wojny na sprawach dotyczących nowego ładu politycznego na kontynencie europejskim. Redaktorem naczelnym był Ludwik Krzyżanowski a od połowy 1942 Feliks Gross. Z pismem stale współpracowali: Oskar Halecki, Henri Gregoire, Anatol Mühlstein, Stefan de Ropp, Otakar Odložilík. 